# Ronny Garbuschewski
Ronny Garbuschewski (Grimma, 1986. február 23. –) német labdarúgó, aki jelenleg az Chemnitzer FC középpályása.

## Pályafutása
Az FSV Kitzscher csapatánál kezdte el fiatal korában a labdarúgást. Első profi szerződését az FC Sachsen Leipzig csapatával kötötte. 2005 és 2009 között több mint 100 bajnokin lépett pályára. A következő klubja a Chemnitzer FC volt, ahol egészen 2012-ig játszott több mint 100 bajnoki mérkőzésen. 2012-ben igazolt a Fortuna Düsseldorf csapatában, ahol a Bundesligában is debütált. Az FC Augsburg ellen a 82. percben lépett pályára első alkalommal. Ezt követően még 6 bajnoki mérkőzésen kapott szerepet, valamint a második csapatban is néhány mérkőzésen szerepet kapott és ezeken 4 gólt jegyzett. 2013 nyarán visszatért a Chemnitzer FC csapatához.

## Sikerei, díjai
- Regionalliga Nord bajnok: 2011-12
- Szászország kupa: 2012

## Külső hivatkozás
- Profil a chemnitzerfc.de-n
- Statisztikája a transfermarkt.co.uk-n